# Platyceps noeli
Espèce
Platyceps noeli  est une espèce de serpents de la famille des Colubridae.

## Répartition
Cette espèce est endémique du Baloutchistan au Pakistan.

## Étymologie
Cette espèce est nommée en l'honneur de Dan Noël-Stevens.

## Publication originale
- Schätti, Tillack & Kucharzewski, 2014 : Platyceps rhodorachis (Jan, 1863) – a study of the racer genus Platyceps Blyth, 1860 east of the Tigris (Reptilia: Squamata: Colubridae). Vertebrate Zoology, vol. 64, no 3, p. 297-405 (texte intégral).